# La Paz (Uruguay)
La Paz è una città dell'Uruguay, situata nel Dipartimento di Canelones.
È compresa nell'area metropolitana di Montevideo, sorgendo ad appena 16 km a nord-ovest dalla capitale uruguaiana.

## Storia
La Paz fu fondata nel 1872 come centro vacanziero dell'alta borghesia di Montevideo.
Ai primi del Novecento, tuttavia, ricevette qui forte impulso l'industria mineraria, con lo sfruttamento delle locali cave di granito. Il conseguente afflusso di operai (noti come "picapedreros"), soprattutto immigrati di origine europea, mutò sensibilmente l'aspetto cittadino.
Nel 1917, La Paz, sede di una consistente comunità ebraica, si dotò di un cimitero israelitico, che tuttora resta l'unico dell'Uruguay.
Negli anni a seguire, l'industrializzazione di La Paz proseguì grazie all'installazione di grandi impianti frigoriferi per la carne bovina, proveniente dagli allevamenti di bestiame dell'entroterra e destinati al mercato di Montevideo e all'esportazione.
Il 19 dicembre 1957, con la legge n. 12.477, La Paz fu elevata allo status di città.